# 泉佐野市
泉佐野市（いずみさのし）は、大阪府の泉南地域に位置する市。

## 概要

### 地理
大阪市と和歌山市のほぼ中間に位置し、南部には、金剛生駒紀泉国定公園に指定された和泉山脈がある。瀬戸内海式気候に属するため、気候は温暖で、年間の降水量は比較的少ない。それにより畑などの水が不足しないよう池が多い傾向にある。沖合には人工島の関西国際空港があり、連絡橋等の空港北端の施設を含む区域が泉佐野市域となっている（残る区域は田尻町・泉南市）。
古くから日根郡の中心として、商業・工業・農業・漁業が盛んである。また、関西国際空港の対岸であるため、訪日外国人旅行者の宿泊需要が多い。

### 地名の由来
中世以来の村の名称『佐野』に旧和泉国の国名を冠したもので、「狭い原野」という事から「狭野」というようになり、それが転じて「佐野」になったという言い伝えが残っている。

### 隣接している自治体
- 貝塚市
- 泉南市
- 泉南郡：熊取町、田尻町
- 和歌山県：紀の川市

## 歴史
市域は日根郡四郷のひとつである賀美郷に比定され、郷名由来の上之郷の集落も現存している。中世になると佐野荘、鶴原荘、長滝荘といった荘園が成立し、1234年（天福2年／文暦元年）には九条家によって広大な日根荘が成立した。1501年（文亀元年）から1504年（永正元年）にかけて九条政基が日根荘へ下向した際に記した『政基公旅引付』（宮内庁書陵部蔵）には、4年間にわたる日根荘の出来事などが詳細に記されており、中世の「村のくらし」を知る貴重な史料となっている。
佐野村では室町時代から熊野街道筋の字市場村に定期市が立つようになった。一方、沿岸部には対馬や五島列島方面まで漁に出るほどの大規模な船団が出現し、玉之浦納の反乱や文禄・慶長の役にも佐野村の漁民が登場する。江戸時代には豪農の中から廻船業を営む者が現れるようになり、なかでも食野家（めしのけ）、唐金家（からかねけ）は井原西鶴の「日本永代蔵」にも登場するほどで、当時の面影を残す「いろは四十八蔵」の一部が今も残る。また食野家が寄進した八角大梵鐘が三重県泰運寺に残されている。
漁業や廻船業が発展し「佐野浦」と呼ばれる港町として活況を呈した佐野村は、集落のおよそ3分の2が浦方で、その規模も岸和田藩浦奉行支配の9ヶ浦のなかで突出していた。また、岸和田藩は領内の民政に関して「七人庄屋」という制度を設けていたが、7人のうち2人を佐野村が占め、藤田家（西の庄屋）と吉田家（東の庄屋）が任ぜられていた。
食野・唐金らの活躍で巨万の富を得た佐野村は、和泉国では堺に次ぐ商業都市となり、人口も岸和田城下6町や貝塚寺内5町を上回るようになった。なお、堺奉行・岸和田城主・願泉寺住職によってそれぞれ計画的に形成された堺・岸和田城下・貝塚寺内と異なり、佐野村の町場は自然発生的に形成されたため、迷路のような街路に特徴があり、古い家並みとともに現在もよく残っている。
第二次世界大戦期の1944年（昭和19年）6月から敗戦までの間、佐野陸軍飛行場および明野陸軍飛行学校佐野分教所が設置されていた。滑走路は1,500m×60mのコンクリート舗装1本で、現在の末広公園や市民総合体育館付近が滑走路の西端にあたる。また、飛行場の設置に伴う灌漑施設の損失を補填するため、現在も当市最大の貯水量を誇る稲倉池および稲倉池用水パイプラインの築造工事が1942年（昭和17年）12月から着工されたが、戦局の悪化と敗戦の影響で、竣工は1957年（昭和32年）にずれ込んだ。

### 沿革
- 1889年（明治22年）4月1日 町村制施行により、日根郡佐野村が単独で施行。
- 1896年（明治29年）4月1日 泉南郡が成立。
- 1911年（明治44年）10月1日 佐野村が町制施行。泉南郡佐野町となる。
- 1937年（昭和12年）4月1日 泉南郡北中通村を佐野町に編入。
- 1948年（昭和23年）4月1日 佐野町が大阪府下で14番目に市制施行（八尾市と同日）。いったん佐野市となるが、栃木県佐野市が5年早く市制を施行していたため、泉州の「泉」を冠し「泉佐野市」へ即日改称した[3]。和泉国の「和泉」ではなく泉州の「泉」を冠しているのは泉大津市の先例に拠る。市制施行から半世紀余り経過した現在でも、市民や泉州地域の人々からは単に“佐野”と呼ばれることが多い。
- 1954年（昭和29年）4月1日 泉南郡南中通村、長滝村、上之郷村、日根野村、大土村を泉佐野市に編入。現在の市域となる。
- 1994年（平成6年）9月4日 沖合に関西国際空港が開港。
- 1995年（平成7年）りんくうタウンがまちびらき。
- 2002年（平成14年）8月26日 「泉州南広域行政研究会」（2001年5月に泉南市・阪南市・泉南郡岬町により設置）に泉佐野市、泉南郡田尻町が加入し、3市2町による研究会となる。
- 2003年（平成15年）11月30日 泉州南広域行政研究会が「泉州南合併協議会」（法定協）に改組され、新市名を「南泉州市」とすること、泉佐野市役所を新市の市役所とすることで合意。
- 2004年（平成16年） 泉佐野市を除く2市2町で同年8月22日に実施された住民投票の結果（反対多数：泉南市・阪南市・田尻町、賛成多数：岬町のみ）を受け、9月30日をもって泉州南合併協議会を解散。
- 2009年（平成21年）財政健全化団体となる。
- 2014年（平成26年）財政健全化団体から脱却。

## 財政健全化団体への転落と脱却
1994年9月の関西国際空港開港に伴い、人口増、「りんくうタウン」、大型店舗やホテルの進出、高速道路の整備促進など様々な変化を見せていた。しかし、大型プロジェクト等が当初の計画通りには進行せず、景気低迷や地価下落もあり、財政状況が厳しくなった。2004年3月に「財政非常事態宣言」を出し、内部管理経費の節減や経費削減、受益者負担の適正化など緊縮施政を行ったものの、平成20年度決算では連結実質赤字比率が約24%と早期健全化基準（17.44%）を超過し、2008年に財政健全化団体となった。
泉佐野市は2010年2月に策定した財政健全化計画の中で、各種事業の見直しや遊休財産の売却、企業誘致の推進などに取り組むとともに、人件費の削減などを含めた内部努力に努めることとした。財政健全化にむけた各種取り組みが積極的に行われる中で、2012年3月に発表された、市の命名権の売却は全国的な話題となった（同年11月1日命名権売却候補の募集を始めたが、最終的に民間から応募はなかった。）。他にも関西国際空港連絡橋の国有化に伴って、2013年3月からは空港連絡橋利用税（関空橋税。法定外普通税）の導入も実施している。
2013年度決算で財政健全化計画を達成し、2015年度決算で早期健全化団体から脱却した。

## ふるさと納税をめぐる訴訟
財政健全化計画を達成するにあたって、2011年に初当選した千代松市長が着目した手段の1つがふるさと納税であった。1,000種類以上の返礼品を用意し、2017年度と2018年度には全国トップの寄付額を獲得、全国のふるさと納税額の1割弱を泉佐野市が占めるほどとなった。
しかし、返礼品にはAmazonギフト券などの非地場産品が多く、「制度の趣旨に反する」「不公平感を助長する」などの問題点があった。そのため、総務省は2017年4月に「返礼割合を3割以下にすること」、2018年4月に「返礼品を地場産品にすること」などの基準を通知した。しかし、これらの要請には法的拘束力がなかったため、要請に従わない自治体もあり、泉佐野市もその1つであった。泉佐野市はこうした規制に対して特に強く反発し、2019年2月にはAmazonギフト券による「100億円還元 閉店キャンペーン!」を実施するなど、批判を受けつつも更なる寄付を募った。

### ふるさと納税制度からの除外処分をめぐる訴訟
こうした動きを受け、2019年6月に新しく施行された制度では、参加できる自治体を総務省が指定することとなり、泉佐野市を含む4市町が新制度への参加を認められなかった。泉佐野市は制度除外の決定を受け、同年6月に係争委に審査を申し出た。係争委は同年9月に総務省に決定の再検討を勧告したが、総務省は「泉佐野市の参加を認めれば他の自治体が納得せず、適正な制度運営が困難になる」として認めなかった。これを不服とした泉佐野市は、2019年11月に大阪高裁に提訴した。
この訴訟は、2020年1月の大阪高裁では泉佐野市側の敗訴となったが、同年6月の最高裁では泉佐野市側の逆転勝訴となり、市を除外した国の決定を取り消す判決が確定した。最高裁判決では、「施行前の実績を理由に、同市が将来も同様の対応をするとは推認できない」「過去の募集状況を問題とした部分は違法で無効」とした。市は即日、ウェブサイトに市長コメントを掲載した。
一方で、泉佐野市が法律改正後もAmazonギフト券を交付して募集を加速させたことは「社会通念上、節度を欠いていたと評価されてもやむをえない」と指摘され、裁判官の1人は「眉をひそめざるをえない」と批判した。また、ふるさと納税制度は「限られた中で税収を取り合うゼロサムゲーム」だとし、泉佐野市が増収すれば他自治体は減収となることも指摘した。

### 特別交付税の減額をめぐる訴訟
泉佐野市と国との間では、ふるさと納税による多額の寄付金収入を理由に泉佐野市の特別交付税を大幅に減額した国の決定の取り消しを求める訴訟も起きている。2020年9月8日に大阪地方裁判所で第一回口頭弁論が行われた。
2022年3月10日、大阪地方裁判所は国の交付税減額の決定を違法として決定の取り消しを命じた。
2023年5月10日、大阪高等裁判所は、本件は行政内部で調整すべき問題であり法律上の争訟に該当しないとして一審判決を取り消して請求を却下し、泉佐野市が逆転敗訴した。

## 行政
- 市長：
  1. 日根庄造（任期：1948年、1期）
  2. 山本昇平（任期：1948年 - 1965年、5期17年。公選市長としての5選は全国初）
  3. 熊取谷米太郎（任期：1965年 - 1976年、3期11年）
  4. 向江昇（任期：1976年 - 2000年、6期24年）
  5. 新田谷修司（任期：2000年2月22日 - 2011年4月1日、3期11年）
  6. 千代松大耕（任期：2011年4月24日 - 、現在は第4期目）
- 副市長：八島弘之（任期：2015年6月1日 - ）・真瀬三智広（任期：2021年4月1日 - ）
- 市議会：定員18名
- 市章：公募により選ばれたものを、市制施行と同時に制定。泉佐野の旧称「佐野」のカナ表記「サノ」の2文字を、澪標的なデザインでそれを扇形（=「末広がり」の験担ぎ）に図案化したもの。扇の要の部分が「ノ」である。デザインは、高田谷俊昭によるもの。
- 市歌：「泉佐野市歌」（作詞：番匠谷英一、作曲：藤山一郎）。市制施行15周年事業の一環として、1963年11月15日制定[20]。
- 市民憲章：「泉佐野市民憲章」。1976年5月22日、「市の木」「市の花」とともに制定[21]。
- イメージキャラクター：イヌナキン 犬鳴山の義犬伝説などをモチーフとしてデザインを一般公募し、それをキン肉マンの作者であるゆでたまごがリライトしたもの。筋骨隆々とした体型に、犬の字をデザインした仮面、マント、腰タオル、錫杖と、全国のゆるキャラとは一線を画している。全国各地で泉佐野市のPR活動を行っている。2013年頃には、泉佐野市応援サポーターに就任した地域活性化アイドルユニットべじっ娘（澤田いぶき、多田まりえ（多田麻里絵）、池内みう）とともにPR活動を行っていた。
- 産業振興の一環としてふるさと納税に力を入れており、2017年度において全自治体中、受入額第1位を達成した。

## 議会

### 市議会
- 定数：18名
- 任期：2018年（平成30年）5月24日～2022年（令和4年）5月23日
- 議長：向江英雄（チーム泉佐野創生、4期）
- 副議長：大庭聖一（公明党泉佐野市会議員団、2期）

| 会派名                       | 議席数 | 議員名（◎は幹事長）                     |
| ---------------------------- | ------ | --------------------------------------- |
| 公明党泉佐野市会議員団       | 4      | ◎辻中隆、大庭聖一、土原こずえ、岡田昌司 |
| チーム泉佐野創生             | 3      | ◎野口新一、向江英雄、大和屋貴彦         |
| 自由民主党泉佐野市会議員団   | 3      | ◎高橋圭子、西野辰也、長辻幸治           |
| 日本共産党泉佐野市会議員団   | 2      | ◎高道一郎、福岡光秋                     |
| 大阪維新の会泉佐野市会議員団 | 2      | ◎日根野谷和人、新田輝彦                 |
| 正道の会・泉新の会           | 2      | ◎辻野隆成、中村哲夫                     |
| 新緑未来                     | 2      | ◎中藤大助、布田拓也                     |

※2020年5月19日現在。

### 府議会
- 選挙区：泉佐野市・泉南郡選挙区
- 定数：1名
- 任期：2019年（令和元年）5月28日 - 2023年（令和4年）5月27日

| 議員名   | 会派名                       | 備考 |
| -------- | ---------------------------- | ---- |
| 松浪武久 | 大阪維新の会大阪府議会議員団 |      |

### 衆議院
- 選挙区：大阪府第19区 （泉佐野市・貝塚市・泉南市・阪南市・泉南郡）
- 任期：2021年（令和3年）10月31日 - （「第49回衆議院議員総選挙」参照）

| 議員名   | 党派名       | 当選回数 | 備考     |
| -------- | ------------ | -------- | -------- |
| 伊東信久 | 日本維新の会 | 3        | 選挙区   |
| 谷川とむ | 自由民主党   | 3        | 比例復活 |

## 経済

### 産業

#### 泉佐野市の主な産業
- 農業（タマネギや水なすの産地として有名で、その他、キャベツ・紅ズイキ・ブロッコリー、さといも、ふき、枝豆等。）
  - 水なすは地域ブランド「泉州水なす」として、地域団体商標登録。
  - 大阪泉州農業協同組合(JA大阪泉州)が、市内に農産物直売所「こーたりーな」を開設している。
- 繊維産業（水分吸収性の高い「後晒し（あとざらし）タオル」の主な生産地。国内タオル生産量の47%を占め[23]、「東洋のマンチェスター」と呼称される。ここでつくられるタオルは「泉州タオル」ブランドとして、2006年に国の施策であるJAPANブランド育成支援事業に認定されている[24]。
  - 大阪タオル工業組合の本拠地でもあり、市内に直営ショップを開設している。
- 食品加工業（1967年に、北部臨海地域に「食品コンビナート」を形成。115haの敷地に食品関連（工場・流通等）の企業が立地している。）[25]
- ワイヤーロープ （泉南地域の生産量で、約70%の全国シェアを占める。）
- 漁業（カレイ、シタビラメ、ワタリガニなど、主に大阪湾で採れる魚介類が中心。がっちょの唐揚げなどこれを活用した料理も特産品。）
  - 佐野漁港では、泉佐野漁業協同組合が青空市場を常設している。（泉南市の岡田漁港より先にこの名前を使った。）

### 泉佐野市で事業を営む主な企業

#### 泉佐野市に本社を置く主な企業
- 関西エアポート
- 不二製油
- ケイエス冷凍食品
- 南海ウイングバス
- 関西空港交通
- サザンエアポート交通
- スターゲイトホテル
- 倉商
- あさかわシステムズ（ソフトウェア開発・ホームページ制作およびインターネットプロバイダ事業）
- エブノ（衛生用手袋等の製造）
- 日本度器（巻尺等の製造）
- 向新
- ツバメタオル
- ANA関西空港
- 星工業（自転車用スポークのシェアNo.1）
- ワールドサービス

#### 泉佐野市に拠点・事業所を置く主な企業
- キユーピー泉佐野工場
- 不二家泉佐野工場
- 鳥越製粉大阪工場
- 日本製薬大阪工場
- 大阪第一食糧泉佐野精米工場
- オリエンタルベーカリー泉佐野工場
- 東洋製罐大阪工場
- 神鋼鋼線工業泉佐野事業所
- 日本ネットワークサポート佐野工場
- テネコジャパン大阪工場
- 共和泉佐野工場
- 空港施設りんくう国際物流センター
- ドギーマンハヤシ関西ロジスティクスセンター

### 金融機関
- 都市銀行
  - 三井住友銀行佐野支店
  - りそな銀行佐野支店

　※2022年6月まで三菱UFJ銀行泉佐野支店があった。（現在は岸和田支店（南海岸和田駅構内）へ移転）
- 地方銀行
  - 池田泉州銀行泉佐野支店
  - 池田泉州銀行日根野支店
  - 池田泉州銀行長滝駅前支店
  - 関西みらい銀行佐野支店
  - 関西みらい銀行日根野支店
  - 紀陽銀行羽倉崎支店
  - 紀陽銀行鶴原支店
  - 紀陽銀行日根野支店
  - 南都銀行泉佐野支店
- 信用組合・信用金庫
  - 大阪信用金庫泉佐野支店
- 農業協同組合
  - JA大阪泉州 本店
  - JA大阪泉州 泉佐野北支店
  - JA大阪泉州 西支店
  - JA大阪泉州 日根野駅前支店
  - JA大阪泉州 南中支店
  - JA大阪泉州 長滝支店

### 日本郵政グループ
（2012年12月現在）
- 日本郵便株式会社
  - 泉佐野郵便局（上町） - 集配局。
  - 泉佐野高松郵便局（高松北）
  - 泉佐野旭郵便局（旭町）
  - 泉佐野南中安松（みなみなかやすまつ）郵便局（南中安松）
  - 泉佐野鶴原郵便局（鶴原）
  - 泉佐野湊郵便局（湊）
  - 泉佐野羽倉崎郵便局（羽倉崎）
  - 泉佐野上瓦屋郵便局（上瓦屋）
  - 泉佐野市場（いちば）郵便局（市場南）
  - 泉佐野若宮郵便局（若宮町）
  - 長滝郵便局（長滝）
  - 泉佐野貝田（かいた）郵便局（鶴原）
  - 日根野郵便局（日根野）
  - 泉佐野泉ヶ丘郵便局（泉ヶ丘）
  - 泉佐野大木簡易郵便局（大木）
  - 上之郷簡易郵便局（上之郷）
- ゆうちょ銀行
  - 大阪支店 イオンモール日根野店内出張所（日根野）（ATMのみ／ホリデーサービス実施）
  - 大阪支店 ショッパーズモール泉佐野店内出張所（下瓦屋）（ATMのみ／ホリデーサービス実施）
  - 大阪支店 泉佐野市役所内出張所（市場東）（ATMのみ）
  - 大阪支店 南海泉佐野駅前出張所（上町）（ATMのみ／ホリデーサービス実施）
  - この他簡易郵便局を除く各郵便局にATMが設置されており、泉佐野郵便局ではホリデーサービスを実施。

※泉佐野市内の郵便番号は「598-00xx」（泉佐野郵便局の集配担当）となっている。なお、泉州空港北（549-0001）は大阪国際郵便局（泉南市泉州空港南）の集配担当となっている。

## 姉妹都市・提携都市

### 海外
中国 上海市徐匯区（じょわいく）
1994年10月友好都市提携
 モンゴル トゥブ県
2013年7月友好交流に関する覚書
 中国 成都市新都区
2017年6月友好都市提携
 ウガンダ グル市
2017年7月友好都市提携
 中国 上海市宝山区
2017年11月友好都市提携
 ブラジル サンパウロ州マリーリア
2018年11月友好都市提携

## 地域

### 人口
平成22年国勢調査より前回調査からの人口増減をみると、1.93%増の100,801人であり、増減率は府下43市町村中7位、72行政区域中21位。
| |                                          |  |
| 泉佐野市と全国の年齢別人口分布（2005年） | 泉佐野市の年齢・男女別人口分布（2005年） |  |
| ■紫色 ― 泉佐野市 ■緑色 ― 日本全国 | ■青色 ― 男性 ■赤色 ― 女性                |  |
| 泉佐野市（に相当する地域）の人口の推移 \| 1970年（昭和45年） \| 77,000人 \| \| \| 1975年（昭和50年） \| 86,139人 \| \| \| 1980年（昭和55年） \| 90,684人 \| \| \| 1985年（昭和60年） \| 91,563人 \| \| \| 1990年（平成2年） \| 88,866人 \| \| \| 1995年（平成7年） \| 92,583人 \| \| \| 2000年（平成12年） \| 96,064人 \| \| \| 2005年（平成17年） \| 98,889人 \| \| \| 2010年（平成22年） \| 100,801人 \| \| \| 2015年（平成27年） \| 100,966人 \| \| \| 2020年（令和2年） \| 100,131人 \| \| |                                          |  |
| 総務省統計局 国勢調査より |                                          |  |
| 1970年（昭和45年） | 77,000人                                 |  |
| 1975年（昭和50年） | 86,139人                                 |  |
| 1980年（昭和55年） | 90,684人                                 |  |
| 1985年（昭和60年） | 91,563人                                 |  |
| 1990年（平成2年） | 88,866人                                 |  |
| 1995年（平成7年） | 92,583人                                 |  |
| 2000年（平成12年） | 96,064人                                 |  |
| 2005年（平成17年） | 98,889人                                 |  |
| 2010年（平成22年） | 100,801人                                |  |
| 2015年（平成27年） | 100,966人                                |  |
| 2020年（令和2年） | 100,131人                                |  |

### 主な公共施設

#### 泉佐野市の施設
- 泉佐野総合文化センター
  - 市立文化会館（泉の森ホール） - 愛称「エブノ泉の森ホール」（2013年4月よりネーミングライツ）
  - 市立中央図書館 - 愛称「レイクアルスタープラザ・カワサキ 中央図書館」（2014年4月よりネーミングライツ）
  - 歴史館いずみさの - 愛称「レイクアルスタープラザ・カワサキ 歴史館いずみさの」（2014年4月よりネーミングライツ）
  - 市立生涯学習センター - 愛称「レイクアルスタープラザ・カワサキ 生涯学習センター」（2014年4月よりネーミングライツ）
- 市立総合体育館 - 愛称「J:COM末広体育館」
- りんくう総合医療センター（旧市立泉佐野病院）
- 泉州南部初期急病センター
- りんくう まち処（りんくうタウン駅前の観光交流プラザ） - カテゴリー1の外国人観光案内所
- 関空 まち処（関西国際空港第2ターミナルビルの観光情報プラザ）- カテゴリー3の外国人観光案内所
- 佐野公民館・佐野公民館図書館
- 長南公民館・長南公民館図書館
- 日根野公民館・日根野公民館図書館
- 北部市民交流センター・北部公民館図書室
- 健康増進センター
- 北部市民交流センター体育分館（NHG）
- 南部市民交流センター体育分館（オークアリーナ）
- 泉州南消防組合（消防広域化前は泉佐野市消防本部）

#### 府・国の施設
- 大阪国税局泉佐野税務署 - 泉佐野市日根野3683-1
- 泉佐野公共職業安定所（ハローワーク泉佐野） - 泉佐野市上町2-1-20
- 大阪府警察泉佐野警察署 - 泉佐野市上町2-1-1
- 大阪府泉佐野保健所 - 泉佐野市上瓦屋583-1
- 大阪府家畜保健衛生所 - 泉佐野市りんくう往来北1-59
- 大阪府大阪都市計画局 拠点開発室タウン推進課 - 泉佐野市りんくう往来北1 りんくうタウン駅ビル東棟1階

### 教育施設

#### 小学校
- 泉佐野市立第一小学校
- 泉佐野市立第二小学校
- 泉佐野市立第三小学校
- 泉佐野市立中央小学校
- 泉佐野市立北中小学校
- 泉佐野市立日新小学校
- 泉佐野市立長坂小学校
- 泉佐野市立佐野台小学校
- 泉佐野市立長南小学校
- 泉佐野市立末広小学校
- 泉佐野市立上之郷小学校
- 泉佐野市立日根野小学校
- 泉佐野市立大木小学校

#### 中学校
- 泉佐野市立佐野中学校
- 泉佐野市立新池中学校
- 泉佐野市立第三中学校
- 泉佐野市立長南中学校
- 泉佐野市立日根野中学校

#### 高等学校
- 大阪府立佐野高等学校
- 大阪府立佐野工科高等学校（全日制・定時制）
- 大阪府立日根野高等学校

#### 大学
- 公立大学法人大阪府立大学 りんくうキャンパス
  - 生命環境科学部獣医学科・大学院生命環境科学研究科獣医学専攻

#### 特別支援学校
- 大阪府立佐野支援学校

#### 学校教育以外の施設
- 航空保安大学校

## 交通

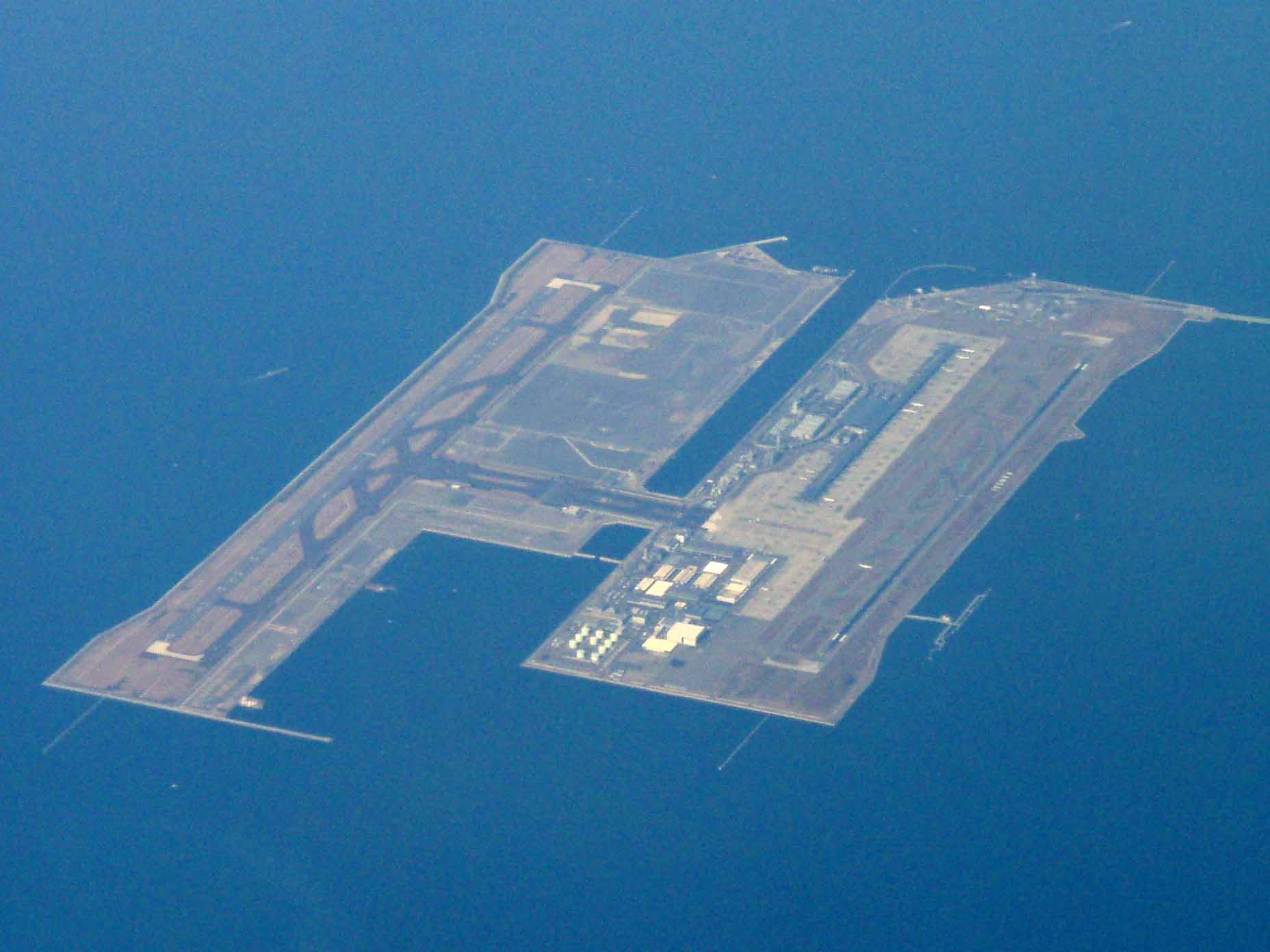
関西国際空港
泉佐野市泉州空港北

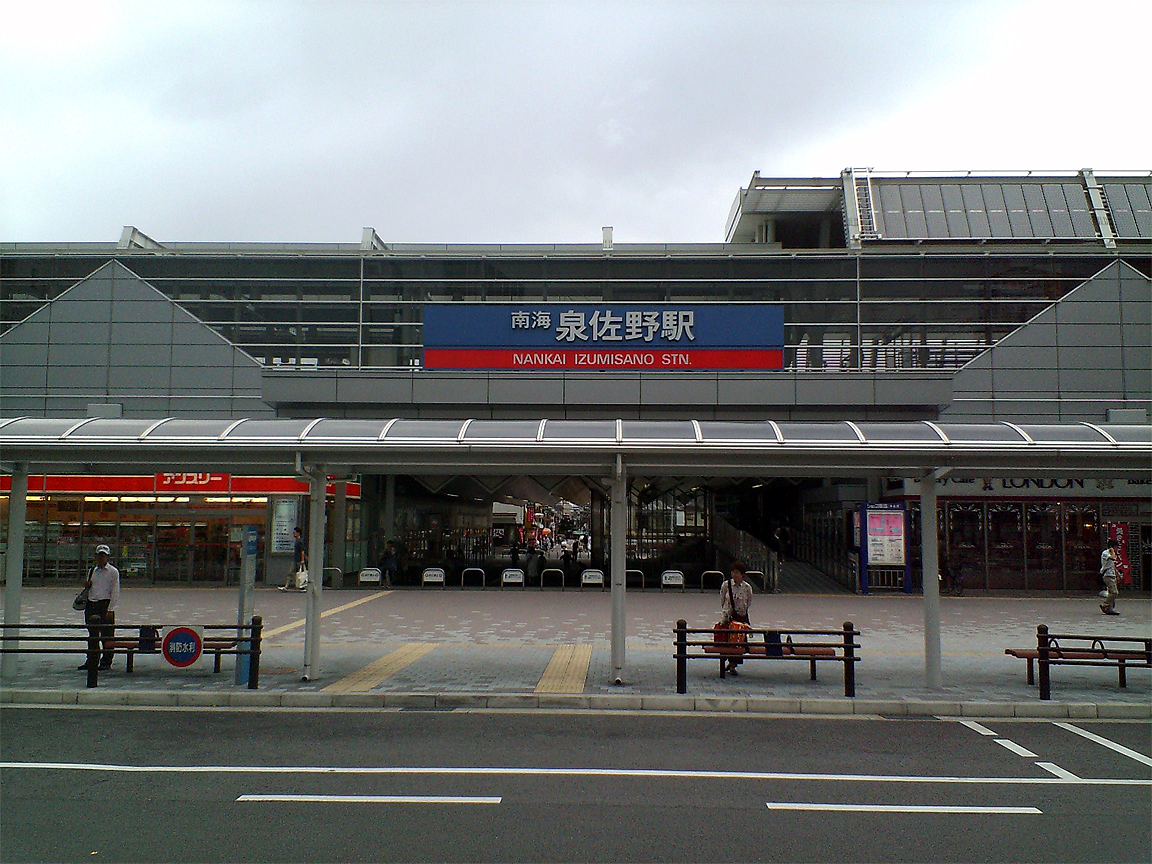
南海本線 泉佐野駅
泉佐野市上町3-11-25

### 空港
- 関西国際空港

### 鉄道路線・駅
- 西日本旅客鉄道（JR西日本）
  - 阪和線
    - 東佐野駅 - （熊取駅） - 日根野駅 - 長滝駅

  - 関西空港線
    - 日根野駅 - りんくうタウン駅
- 南海電気鉄道
  - 南海本線
    - 鶴原駅 - 井原里駅 - 泉佐野駅 - 羽倉崎駅

  - 空港線
    - 泉佐野駅 - りんくうタウン駅

中心となる駅：泉佐野駅

### 路線バス
- 路線バス
  - 南海バス（空港営業所、りんくうタウンおよび関西国際空港内路線）
  - 南海ウイングバス（本社営業所、市内の生活路線）
  - 和歌山バス那賀
    - JR和歌山線「粉河駅」とJR阪和線「熊取駅」を結ぶ『粉河熊取線』は泉佐野市内を経由する。
    - りんくうタウン駅と岩出駅を結ぶ『岩出りんくう線』を運行。
- リムジンバス
  - 関西国際空港に発着（南海バス・関西空港交通）一部の便が、りんくうタウン駅等に発着
- 高速バス
  - 明光バスと西日本JRバスが運行している白浜エクスプレス大阪号（白浜大阪線）の一部がりんくうタウン駅に発着
- コミュニティバス
  - いずみさのコミュニティバス（南海ウイングバスに運行委託）

### 道路
- 高速道路
  - 阪神高速道路
    - 4号湾岸線：泉佐野北-泉佐野南-りんくうJCT→関西国際空港連絡橋（スカイゲートブリッジR）

  - 阪和自動車道：泉佐野JCT
  - 関西空港自動車道：泉佐野JCT-上之郷IC-泉佐野IC-りんくうJCT→関西国際空港連絡橋
- 一般国道
  - 国道26号（別称:第二阪和国道）
  - 国道170号（別称:大阪外環状線）
  - 国道481号
- 主要地方道
  - 大阪府道20号枚方富田林泉佐野線
  - 大阪府道29号大阪臨海線
  - 大阪府道30号大阪和泉泉南線
  - 大阪府道62号泉佐野打田線
  - 大阪府道63号泉佐野岩出線
  - 大阪府道64号和歌山貝塚線
- 一般府道
  - 大阪府道204号堺阪南線
  - 大阪府道241号泉佐野熊取線
  - 大阪府道247号土丸栄線
  - 大阪府道248号日根野羽倉崎線
  - 大阪府道249号泉佐野停車場線
  - 大阪府道250号鳥取吉見泉佐野線
  - 大阪府道251号新家田尻線

### 港湾

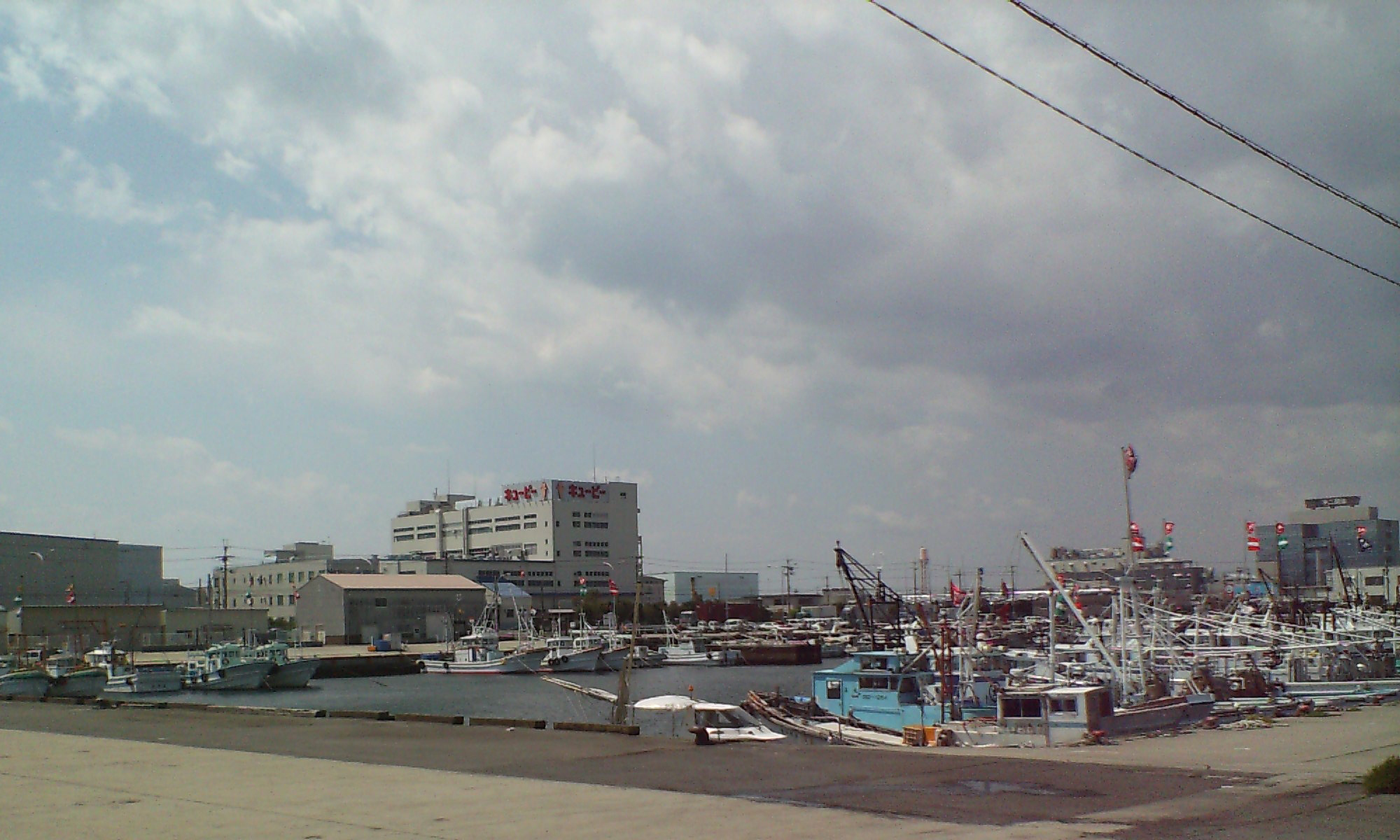
佐野漁港

- 泉佐野港（かつての淡路島ゆきフェリーのりば。現在は休止中）
- 佐野漁港
- 泉州港（関西国際空港内。神戸空港行きベイシャトルのりば）

#### 船舶
- 高速船
  - 神戸-関空ベイ・シャトル： 泉州港（関西空港） - 神戸空港
- フェリー
  - 南海淡路ライン： 泉佐野港 - 津名港(淡路島)：現在は廃止

## 観光・催事
近年では地元の活性化イベントや全国各地での市産品のPR、犬鳴山温泉等の地域観光資源プロモーションなど、活性化に向けた新規施策も推し進めている。
- イヌナキンを中心とした全国各地でのPR活動
- 訪日外国人旅行者に向けたホスピタリティ向上事業
- 泉佐野長者バル 地元商店街を中心とした食べ歩きイベント
- 「泉佐野じゃらん」の発行[28]など、国内外へむけた観光プロモーション

さらに関西国際空港対岸の立地を活かしたインバウンド観光施策として、りんくうタウンへのIR（Integrated Resort、カジノを含む統合型リゾート）誘致に向けた検討を行う国際観光産業振興協議会の設立や、地元など官民協働で行う泉佐野シティプロモーション推進協議会の設立なども実施している。

### 名所・催事
- 2019年5月に七宝瀧寺、日根神社まくらまつり、大木火走神社秋祭りの担いダンジリ行事、日根荘大木の農村景観、湊遺跡出土烏帽子が、日本遺産『旅引付と二枚の絵図が伝えるまち 〜中世日根荘の風景〜』に指定されている。
- 2020年6月に豪商食野家の邸宅跡が、日本遺産『荒波を越えた男たちの夢が紡いだ異空間 〜北前船寄港地・船主集落〜』に追加認定されている[32]。
- 2020年6月に犬鳴山（七宝瀧寺）が、日本遺産『葛城修験 〜里人とともに守り伝える修験道はじまりの地』に指定されている[32]。

### 博物館
- 歴史館いずみさの

### 史跡
- 茅渟宮址
- 樫井古戦場跡（大坂夏の陣）
- 泉佐野ふるさと町屋館（旧新川家住宅）

### 寺院
- 慈眼院 - 国の史跡、多宝塔は国宝。和泉西国三十三箇所客番。
- 日根神社 - 式内大社。和泉国五宮。
- 総福寺天満宮 - 本殿は国の重要文化財
- 意賀美神社 (泉佐野市) - 室町時代に建立、神殿は春日造り：重要文化財
- 犬鳴山七宝瀧寺（しっぽうりゅうじ）（近畿三十六不動尊霊場第33番札所、「義犬伝説」が伝わる）
- 妙光寺(みょうこうじ)
- 蟻通神社（古典や能に見られる「蟻通伝説」が伝わる）
- 春日神社 (泉佐野市)
- 泉州航空神社（泉州磐船神社）

### 公園
- 大井関自然公園 - 日根神社に隣接し、例年春には約600本のソメイヨシノが咲き誇る[33]。
- ダンバラ公園（壇波羅蜜寺跡）

### 温泉
- 犬鳴山温泉 - 大阪府内で唯一の温泉郷（温泉集落）。炭酸水素塩泉（ナトリウム）。

### ショッピングモール
- いこらもーる泉佐野
- イオンモール日根野

### りんくうタウン・関西国際空港
- りんくう公園
- マーブルビーチ - 大理石の玉石を敷き詰めた全長2.8kmの白いビーチ。
- SiSりんくうタワー - 国内高さ第3位の超高層ビル（高さ256.1m）。2019年11月1日にりんくうゲートタワービルから改称。
- りんくうプレミアム・アウトレット
- りんくうプレジャータウンSEACLE
- 関空アイスアリーナ
- 関空展望ホールスカイビュー

### 祭り
- 夏祭り
  - 毎年海の日の前日と当日（7月第3日曜日・月曜日）に行われる。旧来の佐野村を氏地とする春日神社の祭礼で、3台の太鼓台が練り歩く。
- ザ・まつり in Izumisano
  - 毎年9月最終日曜日。よさこい鳴子踊りの団体と八町地車連合（旧 北中通村）のだんじり8台によるパレードなどが行われる。
- だんじり祭・やぐら祭
  - 毎年体育の日の前々日と前日（10月第2土曜日・日曜日）に行われる。市内には曳きだんじりが16台あり（樫井西は休止中。エブノ泉の森ホールに展示中。）、北中通村連合（北中連合）8台、長滝地区3台＋南中地区（安松）1台、上之郷地区3台の3地区で行われる。16台全て岸和田型のだんじりである。これとは別に、山間部の大木地区には担いだんじりが3台ある。また、南中地区（旧 南中通村）にはやぐらが2台あり、田尻町と共にだんじり・やぐら両文化圏の境界となっている。
- りんくう花火
- りんくうリレーマラソン

## 著名な出身者
- 日根野弘就（戦国武将。美濃本田城主。）
- 日根対山（幕末の文人画家）
- 泉洋辰夫（大相撲力士、最高位は前頭6枚目）
- 諸熊奎治（理論化学者。泉佐野市初の名誉市民）
- 麻生祐未（女優）- 泉佐野市観光大使。
- 鹿島和夫（かしま かずお：作家。「ダックス先生」という愛称で知られる。泉佐野市特別顧問（2012年11月 - 2014年3月））
- 中川あつお（シンガーソングライター）
- 長安豊（元衆議院議員）
- はまのゆか（絵本作家・イラストレーター）
- 松浪健四郎（政治家・元衆議院議員、元専修大学教授。泉佐野市特別顧問（2012年7月 - 2014年3月）
- 三木均（元プロ野球・読売ジャイアンツ投手）
- 室谷信雄（元喜劇役者・タレント）
- 山本浩之（アナウンサー）
- むかいさとこ (アナウンサー、女優)
- 王子谷剛志（2014年アジア大会柔道100kg超級 優勝）- 泉佐野市市民栄誉賞を受賞（2016年9月3日）。
- 上平梅径（書道家）
- 渡邊雄一郎（競艇選手）
- 南野拓実（プロサッカー選手・リヴァプールFC）
- 食野亮太郎（プロサッカー選手・マンチェスター・シティFC）
- 食野壮磨（プロサッカー選手・東京ヴェルディ1969）
- 北谷史孝（プロサッカー選手・FC岐阜）
- 誉田龍一（小説家）
- 古谷あつみ（元JR西日本駅務員・鉄道タレント） - 泉佐野市PR大使（2018年4月26日 - 2020年3月31日）。
- 西園みすず（元さんみゅ〜メンバー・元歌手・元女優） - 泉佐野市PR大使（2015年3月15日 -2020年 ）。
- 佐藤哲三（元中央競馬騎手・競馬評論家）
- 角孝人（俳優・タレント）
- BASI （ラッパー）
- 大西綺華 （声優）
- 木戸大士郎（ラグビー選手・明治大学ラグビー部）
- 川筋ライラ（タレント）